# Lawrence Freedman
Lawrence David Freedman (né le 7 décembre 1948) est un professeur émérite de War Studies (en anglais "études de guerre", voir polémologie) au King's College de Londres. Il a été décrit comme le « doyen britanniques des études stratégiques. ». Il est membre de la commission Chilcot sur la guerre d'Irak.

## Biographie
Il a fait ses études à la Whitley Bay Grammar School, à l'université Victoria de Manchester (BA), à l'université d'York (BPhil), et à l'université d'Oxford, où il a été étudiant du Nuffield College (fellow 1974/5) et de la Faculté de sciences sociales. Sa thèse de doctorat, présentée en 1975, était titrée La Définition de la menace soviétique dans les décisions d'armement stratégiques des États-Unis : 1961-1974. Il a également donné des conférences à temps partiel au Balliol College.

## Carrière
Lawrence Freedman a occupé des positions importantes à l'Institut international d'études stratégiques et au Royal Institute of International Affairs (Chatham House) avant d'être nommé, en 1982, professeur de War Studies au King's College de Londres. Il était à la tête du Department of War Studies jusqu'en 1997. En 2000, il a été le premier directeur de l'école de sciences sociales et de politiques publiques du College. De 2003 à décembre 2013, il a été Vice-Principal du King's College de Londres. Il a pris sa retraite du King's College en décembre 2014. Il a été nommé fellow du College en 1992. Il a été nommé professeur invité (visiting professor) à l'université d'Oxford dans la Blavatnik School of Government en 2015.
Il a été élu fellow de la British Academy en 1995 et nommé Commander de l'ordre de l'Empire britannique en 1996 et chevalier commandeur de l'ordre de Saint-Michel et de Saint-George en 2003.
Sir Lawrence Freedman a contribué à la préparation du discours de Chicago de 1999 dans lequel Tony Blair établit la « doctrine Blair,. »
Freedman a été l'historien officiel de la guerre des Malouines et l'auteur de L'Histoire officielle de la campagne des Malouines, publié en deux volumes (Londres, Routledge, 2006).
En janvier 2006, il a reçu la Chesney Gold Medal du Royal United Services Institute (RUSI), pour marquer une vie de contribution aux champs de la défense britannique et de la sécurité internationale. L'institut dit ainsi :
Il a reçu d'autres prix comme le Distinguished Scholar Award de la part de la section d'étude de la sécurité internationale de la International Studies Association (2007) et le premier George G Bell Award pour son leadership des études stratégiques de la part du Canadian International Council (2008).
Il a été membre du Privy Council of the United Kingdom lorsqu'il a été nommé à l'enquête sur l'Irak en 2009.
Il s'intéresse principalement aux questions contemporaines de défense et de relations internationales. Il a beaucoup écrit sur la stratégie nucléaire et sur la guerre froide, et il a aussi discuté régulièrement des questions contemporaines de sécurité, et fourni des critiques de livres pour les Foreign Affairs. On peut citer dans ses livres récents : La Révolution dans les Affaires stratégiques, un livre sur la coercition stratégique, un livre illustré sur la guerre froide, une série d'essais sur la politique de défense britannique et Kennedy's Wars qui couvre les grandes crises du début des années 1960, avec Berlin, Cuba et le Vietnam. Kennedy's Wars a gagné une médaille d'argent du Arthur Ross Prize, décerné par le Council on Foreign Relations à New York. En outre, un livre sur la dissuasion, a été publié en 2004. 'A Choice of Enemies: America Confronts the Middle East (New York: PublicAffairs, 2008), a remporté Lionel Gelber Prize de 2009  et, la même année, la Duke of Westminster's Medal for Military Literature. Son ouvrage Strategy: A History (New York: Oxford University Press, 2013), a été nommé comme l'un des meilleurs livres de l'année 2013 par le Financial Times et a reçu le W J MCKenzie Book Prize par la Political Studies Association.

## Vie personnelle
Sa femme est Judith, Pinsent Masons Professor of Taxation Law (professeure de législation fiscale de la firme Pinsent Masons) et membre du Worcester College, à l'université d'Oxford. Ils ont deux enfants, Ruth et Sam, directeur de Teach First.

## Publication
- The Special Relationship, then and now, Foreign Affairs, mai-juin 2006.